# Lagunas de Archidona
Las lagunas de Archidona son un humedal y reserva natural situada en la localidad de Estación de Salinas, en la provincia de Málaga, España. 
Se trata de una zona húmeda de origen endorreico y aguas salinas rodeada de una masa de encinar, que alberga numerosas especies de aves. La reserva natural ocupa una extensión de 6,3 ha, donde se sitúan las lagunas. Alrededor existe una Zona Periférica de Protección de 187 ha, que suman una superficie total de 193,3 ha. 
El conjunto consta de dos lagunas, la laguna Grande, al norte, y la laguna Chica, al sur, y está situado en su totalidad dentro del término municipal de Archidona.

## Características físicas y bióticas

### Geología
La reserva natural se encuentra situada, desde el punto de vista geológico, en la parte centro-occidental de las Cordilleras Béticas, cerca del límite entre las Zonas Externa e Interna, principal subdivisión de dichas cordilleras. Los materiales que constituyen la reserva natural pertenecen al denominado Trías de Antequera que se encuadra, dentro de las Zonas Externas, en los dominios subbéticos. Los materiales triásicos que afloran forman parte de la estructura circular de Fuente Camacho a la que se le atribuye un funcionamiento diapírico. La columna de materiales, de muro a techo, que se observa en el área es la siguiente: yesos y anhidritas con fragmentos; arcillas y carniolas; calizas y dolomías; areniscas y areniscas cuarcíticas rojas; ofitas.
Fisiográficamente la zona se caracteriza por presentar formas suaves, con escasas pendientes, y cotas que oscilan entre los 740 y los 825 m.

### Clima
El clima de la zona es de tipo mediterráneo continental, con veranos secos y calurosos e inviernos frescos. La temperatura media anual en la cercana estación meteorológica de Alfarnate es de 13,3 °C, una de las más bajas de la provincia, como corresponde a un área de montaña interior como es esta. En cuanto al régimen anual, las temperaturas medias más altas se registran durante los meses de verano, con máximo en julio y agosto, con 22,4 y 22,5 °C respectivamente. Por el contrario, las medias más bajas se dan en invierno, alcanzándose la mínima en  enero, con 6,4 °C. A pesar de estar enmarcada en un área montañosa, su cercanía al litoral mediterráneo deja sentir la influencia marítima suavizando las temperaturas a lo largo de todo el año. La media del verano no sobrepasa los 20,8 °C y la del invierno se mantiene a unos 6,8 °C de media. Las temperaturas extremas corresponden a las áreas de interior, alcanzándose mínimos hasta de -3 °C y máximas absolutas en verano de 34,4 °C.
Atendiendo a la precipitación media anual, las lagunas de Archidona se encuentran incluidas dentro de la zona denominada Málaga subhúmeda. La precipitación total anual para cada una de las estaciones meteorológicas es de 1.013 mm en Alfarnate y 612,5 mm en Archidona. El régimen anual muestra claramente la doble influencia atlántica y mediterránea. La continuidad de las precipitaciones de octubre a mayo es el rasgo más general del régimen pluviométrico, produciéndose la máxima en el mes de diciembre para las dos estaciones dada la acción de las borrascas atlánticas. En primavera el viento de poniente, húmedo y templado, produce temporales de lluvias. En verano los vientos de poniente son muy húmedos y bochornosos, pero son poco frecuentes y por regla general se transforman en terrales cálidos y secos, siguiendo la curvatura anticiclónica del Anticiclón de las Azores, dando lugar a la estación seca en los meses de julio y agosto, con totales de 2,9 mm y 2,7 mm respectivamente.

### Hidrología
La reserva  está incluida desde el punto de vista hidrológico en el límite entre las cuencas del Sur y del Guadalquivir. Pertenece a una zona endorreica denominada Los Hoyos de Archidona, donde la circulación de aguas es fundamentalmente subterránea, por existir una intensa karstificación. El complejo kárstico desarrollado sobre los materiales triásicos suele drenar sus aguas a través de numerosos manantiales. En el caso del que está situado en la reserva natural, las aguas son recogidas por el arroyo Marín y, finalmente, por el río Guadalhorce pertenecientes a la cuenca hidrográfica del Sur.
El funcionamiento hidrológico es lo que determina la permanencia de las aguas en las lagunas, total en la Grande y prácticamente total en la Chica aunque esta, en años particularmente secos puede llegar a secarse completamente. No obstante, el nivel sufre fluctuaciones de acuerdo con el nivel piezométrico del acuífero.
Las aguas son predominantemente sulfatadas, en correspondencia con el tipo de substrato que atraviesan las aguas de alimentación. El nivel de nutrientes, sobre todo de fósforo es muy bajo, por lo que el nivel de eutrofia que alcanzan las aguas no es muy elevado. No obstante, en la laguna Grande a veces el nitrógeno combinado puede llegar a hacerse limitante, con la consiguiente influencia en la comunidad algal.

## Flora y fauna

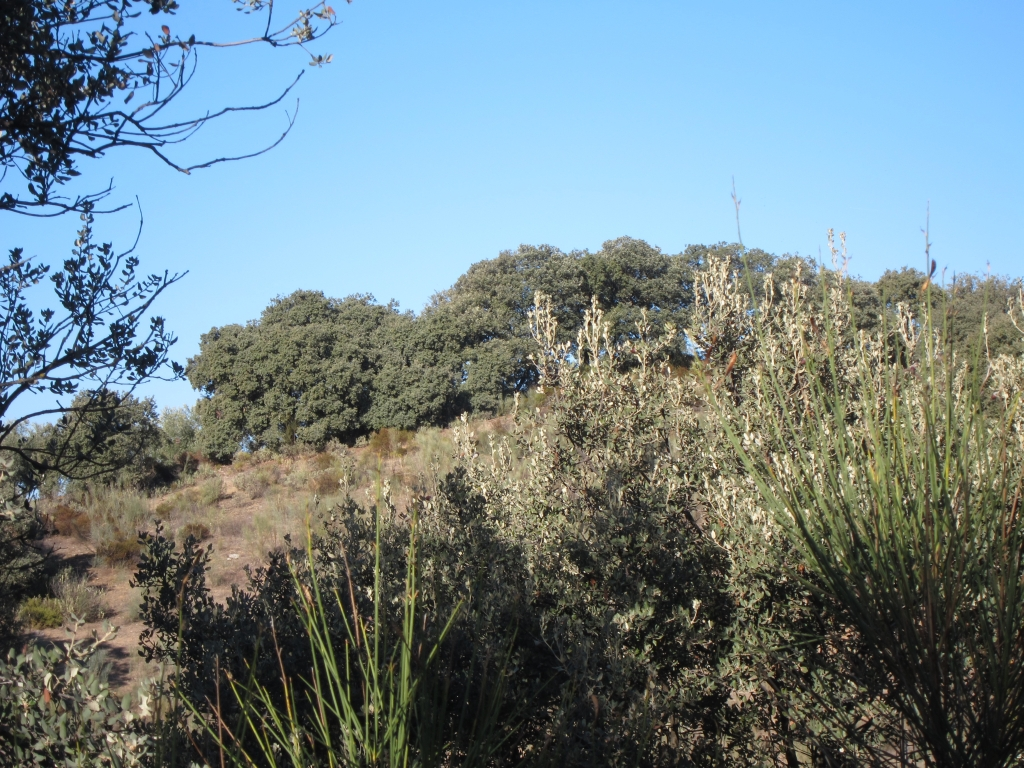
Encinar de la zona periférica de protección

En la zona se pueden distinguir varios ecosistemas terrestres (la cuenca de recepción de las lagunas que incluye toda la Zona Periférica de Protección) y acuáticos (las dos lagunas con su orla de vegetación perilagunar).

### Ecosistemas terrestres
La vegetación del conjunto puede considerarse dividida en las siguientes comunidades:
- Bosque y matorral mediterráneo, con especies características como encina, coscoja, tojo, jaras, matagallo y espino albar. El encinar está bastante clareado en algunas zonas y en su mayoría crece achaparrado. La zona que se mantiene en mejores condiciones  es la que está situada entre ambas lagunas y alrededor de la Chica.

- Matorral de degradación. En algunas áreas,el encinar está bastante degradado y allí se establece un matorral compuesto por retama, esparto, cardos y esparragueras.

- Cultivos. No son muy importantes, los más extendidos están en la ribera norte de la laguna Grande, con extensiones dedicadas al almendro y olivo, junto con zonas de almendros en la vertiente sur de la laguna Chica.

- Pastizal-Erial.

Asociada al bosque y matorral, existe una fauna bastante desarrollada:
- Reptiles: culebra bastarda, culebra de escalera, lagarto ocelado, salamanquesa común y culebra ciega.

- Aves: cernícalo vulgar, perdiz común, paloma torcaz, tórtola común, cuco, lechuza común, mochuelo, chotacabras pardo, arrendajo y rabilargo.

- Mamíferos: erizo común, conejo común, liebre, zorro, comadreja, gineta y tejón.

### Ecosistemas acuáticos

#### Laguna Grande

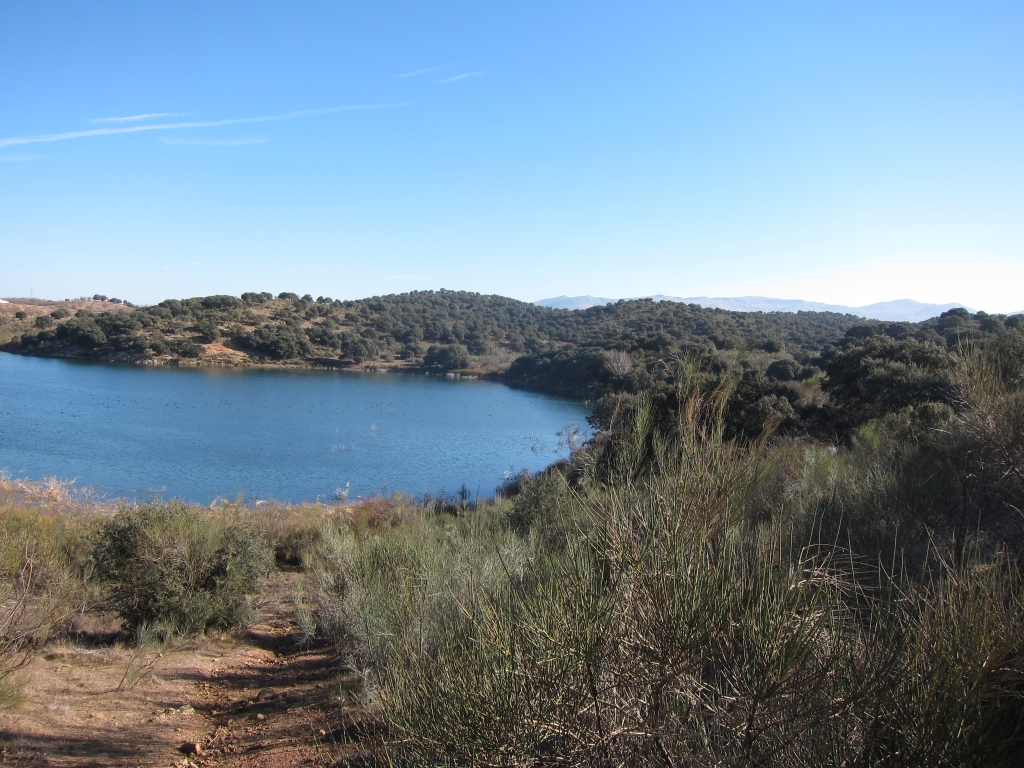
Vista de la laguna Grande

En esta laguna cabe distinguir entre dos subsistemas: la orla de vegetación perilagunar y la cubeta propiamente dicha.
En la orla perilagunar dominan los juncales de Scirpus holoschoenus que alcanzan un porte considerable y se instalan en las pendientes 3-5 m por encima del borde de máxima inundación de la laguna, aprovechando la humedad que proporciona la descarga del acuífero que la alimenta. También hay juncos (Juncus pygmaeus), carrizos (Phragmites australis) y cañas (Arundo donax), que crecen muy alejados de la lámina de agua. 
Desde 1986 se ha instalado una población de Typha dominguensis en el extremo oeste en el cauce del arroyo emisario que se encuentra seco desde 1983 al descender el nivel de la laguna. Un corte idealizado de la vegetación perilagunar mostraría que existe un cinturón relativamente ancho de Polypogon monspeliensis junto a la orilla, donde también se encuentran Cyperus fuscus, juncos (Juncus  pygmaeus) y algunos brotes recientes de tarajes (Tamarix canariensis). A continuación se encuentra una extensa orla de bayunco (Scirpus holoschoenus) que también presenta otras herbáceas como cañas (Agrostis  spp. y Reseda  spp.). Sobre las  laderas de la torca crece retama (Retama sphaerocarpa), esparto (Citysus scoparius) y tojo (Ulex  parviflorus) hasta llegar al encinar. En algunas zonas altas de las laderas aparecen ejemplares de bayunco (Scirpus holoschoenus) y Phragmites australis, indicando presencia de agua en arroyos o filtraciones. Asimismo, existe un sauce llorón (Salix babilonica) al pie del camino de entrada a la laguna. 
La forma de la cubeta, de orillas bastante abruptas, no favorece una comunidad macrofítica sumergida importante, aunque se ha identificado a Potamogeton pectinatus sobre las orillas, Cyclotella tecta, Pseudoanabaena catenata, Borzia sp., Merismopedia elegans, Anabaena  nodularoides, Oocystis solitaria, Peridinium borgei y Peridinium pusillum en distintas épocas del año. 
La baja productividad de la laguna sugiere que la luz puede llegar hasta el fondo y, probablemente permitir que se desarrollen bacterias fotosintéticas del azufre. Si bien no hay ningún dato sobre la fauna acuática de invertebrados, la fauna de vertebrados tiene considerable desarrollo en la zona. Se ha constatado la presencia de peces como el barbo (Barbus sp.), objeto de pesca deportiva, aunque con  escasa incidencia, así como Gambusia affinis que ocupan sólo la cubeta inundada. Entre los anfibios se encuentran la rana común, el sapo común y el sapo corredor. Los reptiles ligados al agua están representados por especies tales como la culebra de agua y el galápago leproso. Entre las aves acuáticas pueden citarse: zampullín chico, zampullín cuellinegro, somormujo lavanco, garza real, ánade real, pato cuchara, ánade silbón, pato colorado, polla de agua, focha común, chorlitejo chico y chorlitejo patinegro. De éstas, el zampullín chico y la focha común aumentan sus efectivos durante el mes de  diciembre, lo que indica la importancia de estas lagunas como reducto invernante de estas especies. Entre los mamíferos, la rata de agua es la única que vive en la zona acuática.

#### Laguna Chica

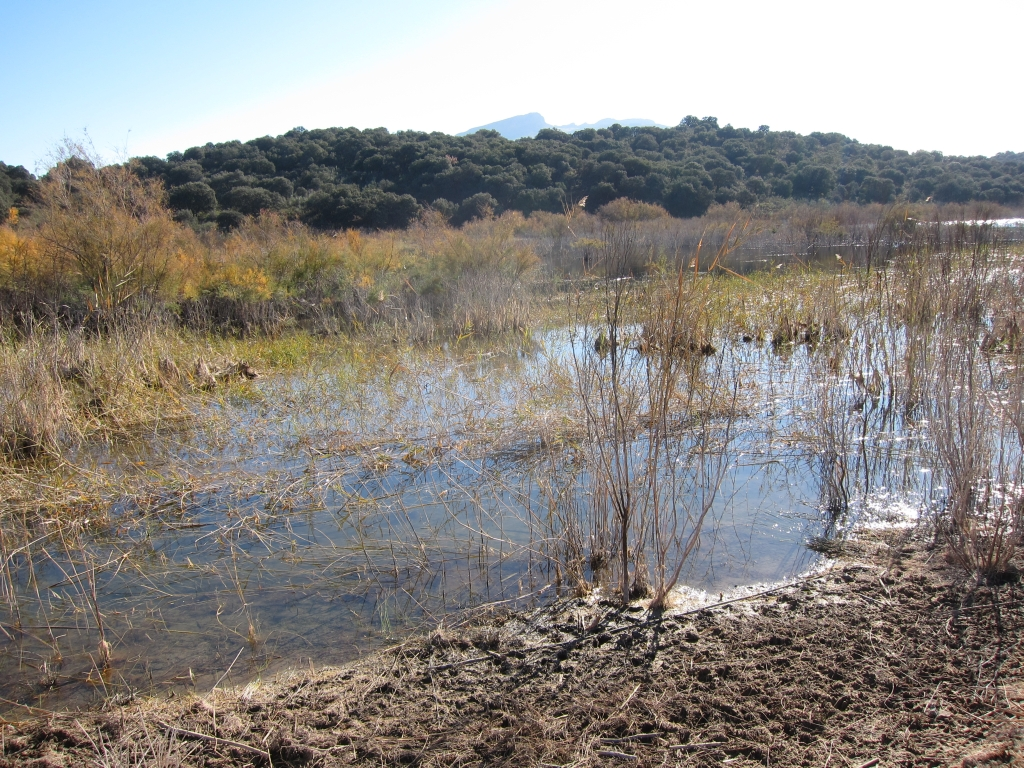
Vista de la laguna Chica

En la orla perilagunar las comunidades vegetales son muy parecidas a las de la laguna Grande, aunque presentan un aspecto más seco y descolorido. Las principales diferencias se encuentran en la mayor abundancia de carrizos (Phragmites australis), juncos (Juncus  pygmaeus) y cañas (Arundo donax) y en el mayor desarrollo de la comunidad halofítica (plantas de terrenos salinos), apareciendo Quenopodiáceas junto a Polypogon monspeliensis, como respuesta a la mayor salinidad del substrato, sobre todo en las zonas que quedan secas al disminuir el volumen de agua. 
En la cubeta las comunidades vegetales tienen un mayor desarrollo que en la laguna Grande y se puede establecer por casi todo el fondo del vaso, por lo menos durante gran parte del año. Como especies características se han encontrado Zannichellia palustris, Potamogeton  pectinatus y Myriophyllum spicatum y algas filamentosas adheridas al substrato entre las que domina Calothris stellaris, cianofícea fijadora de nitrógeno que se ve favorecida en las épocas en las que escasea el nitrógeno combinado en el agua. 
En esta laguna, la escasa profundidad provoca una mezcla continua de las aguas con un ingreso constante en el plancton de algas procedentes  del bentos, lo que hace que la diversidad de grupos sea mayor que en la Grande y no haya ningún grupo que domine claramente sobre los otros. Las variaciones en la composición florística son también más importantes debido a esta inestabilidad propia de las aguas someras. 
Si como criterio indicativo de ambientes eutróficos se toma la cifra de 10 g/m3 como valores máximos de biomasa estival y a las cianofíceas  como grupo taxonómico dominante en la misma época, se puede considerar a esta laguna como un sistema muy productivo. Esta situación es normal en lagunas poco profundas con gran dependencia de los sistemas terrestres adyacentes. La fauna de esta laguna es similar a la de la laguna Grande, aunque es probable, por las características del agua, que se desarrolle la comunidad de crustáceos propia de las aguas salinas, con  Daphnia mediterranea, Moina mongolica, Arctodiaptomus salinus y Cletocamptus retrogresus. En esta laguna no  pueden instalarse peces, como ocurre en la Grande. Tampoco los anfibios ni los reptiles que necesitan aguas más dulces para su reproducción. Entre las aves acuáticas se citan las siguientes: zampullín chico, zampullín cuellinegro, somormujo lavanco, garza real, ánade real, pato cuchara, ánade silbón, pato colorado, polla de agua, focha común, chorlitejo chico y chorlitejo patinegro. Hay datos que indican que la laguna Chica era empleada habitualmente como zona de reproducción para el zampullín chico, la focha y el pato colorado. El descenso del nivel de la laguna y su consiguiente degradación, ha determinado la eliminación, a partir de 1983, de esta zona de nidificación. Entre los mamíferos, la rata de agua es la única que vive en la zona acuática.